# Halozetes macquariensis
Halozetes macquariensis är en kvalsterart som först beskrevs av Dalenius 1958.  Halozetes macquariensis ingår i släktet Halozetes och familjen Ameronothridae. Inga underarter finns listade i Catalogue of Life.